# Кокино
 Тази статия е за селото в Северна Македония.  За селото в Гърция вижте Кокино (дем Орхоменос).  
Ко̀кино (на македонска литературна норма: Кокино) е село в Северна Македония, в община Старо Нагоричане.

## География
Селото е разположено в областта Средорек.

## История
Край Кокино в подножието на Татичев камен в 2001 година е открита мегалитната обсерватория Кокино.
В османски данъчни регистри на немюсюлманското население от вилаета Кратово от 1618 - 1619 година селото е отбелязано под името Кокинче с 5 джизие ханета (домакинства). Кокинче има същия брой немюсюлмански домакинства и през 1637 година.
В края на XIX век Кокино е българско село в Кумановска каза на Османската империя. Според статистиката на Васил Кънчов („Македония. Етнография и статистика“) от 1900 година Кокино е населявано от 404 жители българи християни. В 1904 - 1905 година сръбски чети отвличат местния български учител Цветко Зайков.
Цялото население на селото е под върховенството на Българската екзархия. По данни на секретаря на екзархията Димитър Мишев („La Macédoine et sa Population Chrétienne“) в 1905 година в Кокино има 400 българи екзархисти. Според секретен доклад на българското консулство в Скопие всичките 50 къщи в селото през 1904 година под натиска на сръбската пропаганда в Македония признават Цариградската патриаршия.
Според преброяването от 2002 година селото има 48 жители.
| Националност     | Всичко |
| северномакедонци | 46     |
| албанци          | 0      |
| турци            | 0      |
| роми             | 0      |
| власи            | 0      |
| сърби            | 2      |
| бошняци          | 0      |
| други            | 0      |